# James S. Sherman
James Schoolcraft Sherman (Utica, 24 ottobre 1855 – Utica, 30 ottobre 1912) è stato un politico statunitense, membro del Partito Repubblicano.

## Biografia
Fu Vicepresidente sotto la presidenza di William Howard Taft dal 1909 al 1912 e morì durante il mandato.

## Al cinema
Sherman appare in Noted Men, un documentario del 1911 prodotto dalla Selig Polyscope Company.